# شعبية سبها
مدينة سبها هي إحدى مدن ليبيا ليبيا. تقع في وسط البلاد. يوجد بها مطار دولي. تبدأ الصحراء الكبرى من سبها. وأيضا يوجد بالقرب منها في وادي الشاطئ جبل فزان الذي يعتبر من أجمل المناطق السياحية في ليبيا، وأيضا القرية القديمة في القرضة الشاطئ التي تعرف بالبلاد القديمة التي توجد أعلى عرق القرضة ومن أشهر معالمها المدينة القديمة في الجديد وقلعة سبها.

## أهم المناطق
- سبها
- حجـارة
- المهدية (بها توجد كلية العلوم وكلية القانون كلية إعداد المعلمين)
- الثانوية
- القرضة
- المنشية
- الجديد (بها توجد المدينة القديمة وبلدة أم الرويص الأثرية وهي من مكونات الجديد الحالي وتوجد في الشمال الغربي لمنطقة الجديد
- سكرة
- 2 مارس
- القاهرة (بها توجد قلعة سبها والمطار وكلية الزراعة)
- غدوة
- تمنهنت
- سمنو
- «الزيغن» (إحدى واحات فزان تتموقع في أحضان الصحراء بالطرف الشمالي لوادي البوانيس الذي يشمل أيضا مناطق سبها وسمنو وتمنهنت إلى الجنوب.

مثّلت في الماضي نقطة التقاء القوافل العابرة للصحراء والقادمة من الشمال إلى الجنوب ومن الجنوب إلى الشمال. إذ تتوسط المسافة بين وديان الشاطئ ومرزق. تفصلها عن زويلة وتمسة اللتان تمثلان الطرف الشمالي لوادي مرزق 130 كلم. وعن مناطق اشكده وقيره وبراك الطرف الشرقي لوادي الشاطئ 50 كلم. كما إنها على مسافة 75 كلم عن مدينة سبها حاضرة الإقليم إلى الجنوب. وفي الشمال حيث واحة الجفرة على بعد 300 كلم). 
- «أم الرويص» وقصرها القديم أقدم البلدات والقصور الأثرية التي تأسست بمنطقة سبها وتقع إلى الشمال الغربي من بلدة الجديد بسبها بمسافة تقدر بحوالي 3 كيلو متر تقريباً ورغم مرور مدة زمنية لا بأس بها تقدر بحوالي أكثر من 750 سنة تقريباً فإن هذه البلدة لا تزال جدرانها قائمة ومعالمها واضحة إلى وقتنا هذا ويطلق في كثير من الأحيان على هذه البلدة اسم قصر أم الرويص.